# Момбазиљо
Момбазиљо (итал. Mombasiglio) је насеље у Италији у округу Кунео, региону Пијемонт.
Према процени из 2011. у насељу је живело 375 становника. Насеље се налази на надморској висини од 527 м.

## Становништво
Према резултатима пописа становништва 2011. у општини је живело 616 становника.
| 1936. | 1951. | 1961. | 1971. | 1981. | 1991. | 2001. | 2011. |
| ----- | ----- | ----- | ----- | ----- | ----- | ----- | ----- |
| 1.081 | 933   | 766   | 704   | 647   | 627   | 630   | 616   |